# Vedby landskommun
Vedby landskommun var en tidigare kommun i dåvarande Kristianstads län.

## Administrativ historik
Kommunen bildades i Vedby socken i Norra Åsbo härad i Skåne när 1862 års kommunalförordningar trädde i kraft.
Vid kommunreformen 1952 uppgick kommunen i Klippans köping som 1971 ombildades till Klippans kommun.

## Politik

### Mandatfördelning i Vedby landskommun 1938-1946
| 9 | 3 | 8 |

| 20 |

| 10 | 10 |

| 20 |

| 9 | 11 |

| 20 |